# Baszta Żnin
Baszta Żnin – polskie towarzystwo sportowe, utworzone w 1999 roku w Żninie. Skupia ono działaczy sportowych, których głównym celem jest wspieranie wszelkich inicjatyw mających na celu rozwój sportu oraz organizację imprez sportowych o zasięgu światowym jak i lokalnym. Ponadto ŻTMS Baszta posiada dwie sekcje sportowe – szachową i motorowodną.

## Informacje ogólne
- Pełna nazwa: Żnińskie Towarzystwo Miłośników Sportu "Baszta"
- Data założenia: 1999
- Barwy: żółto-czarne
- Adres: ul. Gnieźnieńska 7, 88-400 Żnin
- Sekcje sportowe: szachowa, motorowodna

## Sekcja motorowodna
Istnieje od 12 grudnia 2001 roku. Do największych sukcesów sportowych należy wicemistrzostwo świata Krzysztofa Śniadeckiego w klasie T-550 z 2006 roku oraz brązowe medale mistrzostw Europy zdobyte w 2005, 2006 i 2008 roku. Ponadto wicemistrzem Europy również w T-550 został w 2005 roku Dariusz Nogaj, który ma na koncie dwa tytuły mistrza Polski (2005 i 2006) oraz brązowy medal w MP w klasie OSY-400 zdobyty w 2008 roku. W 2008 roku mistrzem Polski w klasie T-400 został Marcin Szymczyk, który w 2007 roku był wicemistrzem kraju. Z kolei w 2007 roku brązowy medal MP T-400 wywalczyła Aneta Nogaj, córka Dariusza.
Inni reprezentanci: Adam Woźniak

## Sekcja szachowa
Istnieje od założenia towarzystwa, przeniesiona została z LZS ŻDK Żnin. Zawodnicy odnoszą indywidualne sukcesy głównie na arenie wojewódzkiej, do najbardziej utytułowanych należą Joanna Węglarz, Aleksander Kraiński, Rafał Borgula i Waldemar Jagodziński. Członkami klubu są również arcymistrzowie Andrij Maksymenko, Paweł Jaracz, Mirosław Grabarczyk, arcymistrzyni Barbara Jaracz oraz mistrz międzynarodowy Marcin Krysztofiak.
Drużynowo największy sukces Baszta Żnin odniosła w rozgrywkach II ligi, dwukrotnie – w 2002 i 2007 roku plasując się na trzeciej pozycji w tej klasie rozgrywkowej. W 2008 roku wskutek wycofania się jednej z drużyn, występowała w szeregach pierwszoligowców zajmując ostatecznie 10. pozycję i spadając do II ligi. W 2010 r. ponownie wystartowała w rozgrywkach I ligi (V miejsce), natomiast w 2011 r. odniosła największy sukces w historii, zwyciężając w rozegranych w Mrzeżynie rozgrywkach I ligi.
Obecnie szachiści występują w rozgrywkach pod nazwą Baszta MOS Żnin, co jest efektem współpracy ze żnińskim Miejskim Ośrodkiem Sportu.

## Organizowane imprezy
- Międzynarodowe Zawody Motorowodne (w tym mistrzostwa świata i Europy) – czerwiec/lipiec
- Międzynarodowe Zloty Motoparalotni – obecnie nie odbywa się
- Grand Prix Żnina w siatkówce plażowej – lipiec-sierpień
- Puchar Lata w szachach szybkich – lipiec-sierpień
- Liga Piłki Halowej – listopad-marzec
- Regaty Kajakowe "O miecz Diabła Weneckiego" – sierpień
- Biegi Żnińskie – kwiecień